# C/2012 S4 (PANSTARRS)
C/2012 S4 (PANSTARRS) — одна з довгоперіодичних комет. Ця комета була відкрита 28 вересня 2012 року; вона мала 19.3m на час відкриття.